# Estación de Peñahorada
Peñahorada fue una estación de ferrocarril  que existió en la localidad española de Peñahorada, dentro del término municipal de Merindad de Río Ubierna,  perteneciente al histórico ferrocarril Santander-Mediterráneo. En la actualidad la estación se encuentra clausurada y no presta servicio.

## Situación ferroviaria
La estación se encontraba situada en el punto kilómetro 273,05 de la línea Santander-Mediterráneo, a 898,7 metros de altitud.

## Historia
Construida por la Compañía del Ferrocarril Santander-Mediterráneo, entraría en servicio en agosto de 1928 con la inauguración del tramo Burgos-Peñahorada. Llegó a disponer de varias vías de servicio, además de un almacén anexo. En 1941, con la nacionalización de la red de ancho ibérico, las instalaciones pasaron a manos de RENFE. Dejó de prestar servicio con la clausura de la línea Santander-Mediterráneo, en enero de 1985. Tras caer haber caído en declive, en 1981 las instalaciones fueron rebajadas de categoría y reclasificadas como un apartadero-cargadero. En la actualidad la antigua estación se encuentra abandonada y sin uso. El edificio de viajeros se encuentra en pésimo estado de conservación, con parte de su estructura derruida.